# Гаррисон, Джон Брайт
Джон Брайт (Джек) Гаррисон (англ. John Bright "Jack" Garrison; 13 февраля 1909, Уэст-Ньютон — 13 мая 1988, Линкольн) — американский хоккеист, нападающий; серебряный призёр зимних Олимпийских игр 1932 года и бронзовый призёр зимних Олимпийских игр 1936 года, чемпион мира 1933 года.

## Биография
Учился в Гарвардском университете, играл за его хоккейную команду на позиции как защитника, так и нападающего. Также занимался лёгкой атлетикой. В 1932 году выступал за сборную США по хоккею на зимних Олимпийских играх 1932 года и завоевал серебряные медали.
В 1933 году играл за команду «Массачусетс Рейнджерс», которая как сборная США играла на чемпионате мира в Праге: в решающем матче против сборной Канады в овертайме именно Гаррисон забросил победную шайбу, принеся своей команде победу 2:1 и первый титул чемпионов мира для США.
В 1936 году в составе сборной США по хоккею Гаррисон завоевал бронзовые медали на Олимпийских играх в Гармиш-Партенкирхене. В 1948 году он был главным тренером сборной США на зимних Олимпийских играх в Санкт-Морице, где его сборная заняла 4-е место, но из-за заявки профессиональных игроков этот результат был аннулирован.
В 1973 году Джон Гаррисон был включён в Хоккейный зал славы США.